# Ragnitz
Ragnitz é um município da Áustria, situado no distrito de Leibnitz, na estado da Estíria. Tem 20,76 km² de área e sua população em 2019 foi estimada em 1.492 habitantes.